# Pilot Peak
Pilot Peak är en bergstopp i Antarktis. Den ligger i Västantarktis. Argentina, Chile och Storbritannien gör anspråk på området. Toppen på Pilot Peak är 745 meter över havet.
Terrängen runt Pilot Peak är kuperad söderut, men västerut är den platt. Havet är nära Pilot Peak norrut. Trakten är obefolkad. Det finns inga samhällen i närheten. 